# 洛坎普頓
洛坎普頓乃位於澳大利亚昆士兰州中部的一座沿海城市，2007年人口74,530；為中央昆士蘭大學校總區之所在。